# Menggu jezik
Menggu jezik (perifierni mongolski, unutrašnjo-mongolski, menggu, monggol, mongol; ISO 639-3: mvf), jedan od dva prava mongolska jezika (drugi je halha), član mongolskog makrojezika, kojim govori 3 380 000 Mongola u Kini (1982.), i nepoznat broj u Mongoliji. 
Njime se služi veći broj plemena u provincijama Unutrašnja Mongolija, Liaoning, Jilin i Heilongjiang, od kojih svako govori svojim vlastitim dijalektom koji po njima nose imena, to su: Chahar (Chaha’er, Chakhar, Qahar), Ordos (E’erduosite), Tumut (Tumet), Shilingol (Ujumchin), Ulanchab (Urat, Mingan), Jo-Uda (Bairin, Balin, Naiman, Keshikten), Jostu (Ke’erqin, Kharchin, Kharachin, Kharchin-Tumut, Eastern Tumut), Jirim (Kalaqin, Khorchin, Jalait, Gorlos) i Ejine. 
U Kini je jedan od sedam regionalnih službenih jezika.

## Vanjske poveznice
- Ethnologue (14th)
- Ethnologue (15th)